# 福沢恵子
福沢 恵子（ふくざわ けいこ、1958年4月6日 - ）は、日本の評論家、ジャーナリスト。

## 略歴
東京都生まれ。早稲田大学政治経済学部在学中に女子学生の作る就職情報誌「私たちの就職手帖」を創刊、初代編集長となる。卒業後、朝日新聞記者（1983年 - 1990年）を経て、東京家政大学人間文化研究所助教授（2003年 - 2006年）、日本女子大学客員教授、昭和女子大学グローバルビジネス学部特命教授などを務めた。

## 著書
- 『ワーキングウーマンのサバイバルガイド 働く女性が落ち込みそうになったとき読む本』学陽書房　1992　のち文庫
- 『自己分析で成功する女子学生の面接』高橋書店 1996
- 『女性のための「資格術」 資格で人生を変えた20人の「自分物語」 自分を生かす働き方をするために』実務教育出版 1996
- 『成功するエントリーシートの書き方』高橋書店 1998
- 『超速マスター!エントリーシート「必勝」実例集』高橋書店 1999
- 『人事の本音はここにある!間違いだらけの面接対策』日経事業出版社 2000
- 『面接まで勝ち抜くためのエントリーシート』日経事業出版社 2000
- 『内定獲得!就職面接必勝ガイド』成美堂出版 2001
- 『一夜づけで勝つ面接対策』日経人材情報 2002
- 『エントリーシート 先輩たちのOK例、NG例130』日経人材情報 2002
- 『就職試験の面接』成美堂出版 2002
- 『会ってみたくなる履歴書・職歴書と添付手紙の書き方』成美堂出版 2003
- 『40歳で遺言状を書く!』オレンジページ 2004
- 『エントリーシート 書ける! before→after』日経人材情報 2004
- 『直前特訓!面接対策 頻出30問. 2006年度版』日経人材情報 2004
- 『面接へのエントリーシート対策 内定獲得の流れをつかむ』日経ナビ&就職ガイド編集部編 日経人材情報 2005
- 『最新最強の就職面接』成美堂出版 2007
- 『ミリオネーゼの恋愛ルール―働き続けたい女性のためのオトコ選び』ディスカヴァー・トゥエンティワン 2007
- 『アピールポイントが見つかる!エントリーシート対策』日経就職ナビ編集部編 日経HR 2008
- 『通るエントリーシートの法則 人気企業内定者に見る』日経HR編集部編 日経HR 2013

### 共編著
- 『ワーキング・ウーマンのためのQ&A100』中島通子共編著 亜紀書房 1997
- 『会社でチャンスをつかむ人が実行している本当のルール』勝間和代共著　ディスカヴァー・トゥエンティワン 2007

### 翻訳
- ベティ・L.ハラガン『母が教えてくれなかったゲーム』水野谷悦子共訳 Wave出版 1993　『ビジネス・ゲーム 誰も教えてくれなかった女性の働き方』光文社・知恵の森文庫
- ベティ・L.ハラガン『ビジネス・ゲーム あなただけに必勝法教えます。』水野谷悦子共訳 Wave出版 1993
- ベティ・L.ハラガン『会社の掟 知らない女性はソンしてる』水野谷悦子共訳 Wave出版 1995
- ステヴァーン・E.ホブフォル, イヴォンヌ・H.ホブフォル『共働き生活がもっとうまくいく発想法 あなたの時間とパワーをどう使うか』実務教育出版 1997

## 論文
- ＜福沢恵子